# Pohár federace 1964
Pohár federace 1964 byl 2. ročník týmové tenisové soutěže žen v Poháru federace, od roku 1995 konané pod názvem Fed Cup. Soutěž se odehrála mezi 1. až 5. zářím 1964 na otevřených travnatých dvorcích. Dějištěm se stal oddíl Germantown Cricket Club v pensylvánské Filadelfii.
Turnaje se zúčastnilo dvacet zemí. První vítězství si připsal australský tým, který v repríze předchozího finále oplatil prohru družstvu Spojených států amerických. Výhru Australankám zajistily dvěma body z dvouher Lesley Turnerová a Margaret Smithová, když porazily Billie Jean Moffittovou a Nancy Richeyovou.
Turnaj zahrnoval hlavní soutěž hranou vyřazovacím systémem, z níž vzešel celkový vítěz Poháru federace.

## Turnaj

### Účastníci
| Účastníci      | Účastníci      | Účastníci     | Účastníci       |
| Argentina      | Austrálie      | Rakousko      | Belgie          |
| Kanada         | Československo | Dánsko        | Francie         |
| Velká Británie | Itálie         | Irsko         | Japonsko        |
| Mexiko         | Nizozemsko     | Norsko        | Jižní Afrika    |
| Švédsko        | Švýcarsko      | Spojené státy | Západní Německo |
| -------------- | -------------- | ------------- | --------------- |

### Pavouk
|  | První kolo 1. září | První kolo 1. září | První kolo 1. září |                 |              | Druhé kolo 2. září | Druhé kolo 2. září | Druhé kolo 2. září |   |  | Čtvrtfinále 3. září | Čtvrtfinále 3. září | Čtvrtfinále 3. září |   |  | Semifinále 4. září | Semifinále 4. září | Semifinále 4. září |  |  | Finále 5. září | Finále 5. září | Finále 5. září |
|  |                    |                    |                    |                 |              |                    |                    |                    |   |  |                     |                     |                     |   |  |                    |                    |                    |  |  |                |                |                |
|  |                    |                    |                    |                 |              |                    |                    |                    |   |  |                     |                     |                     |   |  |                    |                    |                    |  |  |                |                |                |
|  |                    |                    | Spojené státy      | 3               |              |                    |                    |                    |   |  |                     |                     |                     |   |  |                    |                    |                    |  |  |                |                |                |
|  |                    |                    |                    | 3               |              |                    |                    |                    |   |  |                     |                     |                     |   |  |                    |                    |                    |  |  |                |                |                |
|  |                    |                    |                    | Irsko           | 0            |                    |                    |                    |   |  |                     |                     |                     |   |  |                    |                    |                    |  |  |                |                |                |
|  |                    |                    |                    | Irsko           | 0            |                    |                    |                    |   |  |                     |                     |                     |   |  |                    |                    |                    |  |  |                |                |                |
|  |                    |                    |                    |                 |              |                    |                    |                    |   |  |                     |                     |                     |   |  |                    |                    |                    |  |  |                |                |                |
|  |                    |                    |                    |                 |              |                    |                    |                    |   |  |                     |                     |                     |   |  |                    |                    |                    |  |  |                |                |                |
|  |                    |                    |                    |                 |              |                    |                    | Spojené státy      | 3 |  |                     |                     |                     |   |  |                    |                    |                    |  |  |                |                |                |
|  |                    |                    |                    |                 |              |                    |                    |                    | 3 |  |                     |                     |                     |   |  |                    |                    |                    |  |  |                |                |                |
|  |                    |                    | Argentina          | 0               |              |                    |                    |                    |   |  |                     |                     |                     |   |  |                    |                    |                    |  |  |                |                |                |
|  |                    |                    | Argentina          | 0               |              |                    |                    |                    |   |  |                     |                     |                     |   |  |                    |                    |                    |  |  |                |                |                |
|  |                    |                    |                    |                 |              |                    |                    |                    |   |  |                     |                     |                     |   |  |                    |                    |                    |  |  |                |                |                |
|  |                    |                    |                    |                 |              |                    |                    |                    |   |  |                     |                     |                     |   |  |                    |                    |                    |  |  |                |                |                |
|  |                    |                    | Argentina          | 3               |              |                    |                    |                    |   |  |                     |                     |                     |   |  |                    |                    |                    |  |  |                |                |                |
|  |                    |                    |                    | 3               |              |                    |                    |                    |   |  |                     |                     |                     |   |  |                    |                    |                    |  |  |                |                |                |
|  |                    |                    |                    | Belgie          | 0            |                    |                    |                    |   |  |                     |                     |                     |   |  |                    |                    |                    |  |  |                |                |                |
|  |                    |                    |                    | Belgie          | 0            |                    |                    |                    |   |  |                     |                     |                     |   |  |                    |                    |                    |  |  |                |                |                |
|  |                    |                    |                    |                 |              |                    |                    |                    |   |  |                     |                     |                     |   |  |                    |                    |                    |  |  |                |                |                |
|  |                    |                    |                    |                 |              |                    |                    |                    |   |  |                     |                     |                     |   |  |                    |                    |                    |  |  |                |                |                |
|  |                    |                    |                    |                 |              |                    |                    |                    |   |  |                     |                     | Spojené státy       | 3 |  |                    |                    |                    |  |  |                |                |                |
|  |                    |                    |                    |                 |              |                    |                    |                    |   |  |                     |                     |                     |   |  |                    |                    |                    |  |  |                |                |                |
|  |                    |                    | Velká Británie     | 0               |              |                    |                    |                    |   |  |                     |                     |                     |   |  |                    |                    |                    |  |  |                |                |                |
|  |                    |                    | Velká Británie     | 0               |              |                    |                    |                    |   |  |                     |                     |                     |   |  |                    |                    |                    |  |  |                |                |                |
|  |                    |                    |                    |                 |              |                    |                    |                    |   |  |                     |                     |                     |   |  |                    |                    |                    |  |  |                |                |                |
|  |                    |                    |                    |                 |              |                    |                    |                    |   |  |                     |                     |                     |   |  |                    |                    |                    |  |  |                |                |                |
|  |                    |                    | Velká Británie     | 3               |              |                    |                    |                    |   |  |                     |                     |                     |   |  |                    |                    |                    |  |  |                |                |                |
|  |                    |                    |                    | 3               |              |                    |                    |                    |   |  |                     |                     |                     |   |  |                    |                    |                    |  |  |                |                |                |
|  |                    |                    |                    | Norsko          | 0            |                    |                    |                    |   |  |                     |                     |                     |   |  |                    |                    |                    |  |  |                |                |                |
|  |                    |                    |                    | Norsko          | 0            |                    |                    |                    |   |  |                     |                     |                     |   |  |                    |                    |                    |  |  |                |                |                |
|  |                    |                    |                    |                 |              |                    |                    |                    |   |  |                     |                     |                     |   |  |                    |                    |                    |  |  |                |                |                |
|  |                    |                    |                    |                 |              |                    |                    |                    |   |  |                     |                     |                     |   |  |                    |                    |                    |  |  |                |                |                |
|  |                    |                    |                    |                 |              |                    |                    | Velká Británie     | 2 |  |                     |                     |                     |   |  |                    |                    |                    |  |  |                |                |                |
|  |                    |                    |                    |                 |              |                    |                    |                    | 2 |  |                     |                     |                     |   |  |                    |                    |                    |  |  |                |                |                |
|  |                    |                    | Jižní Afrika       | 1               |              |                    |                    |                    |   |  |                     |                     |                     |   |  |                    |                    |                    |  |  |                |                |                |
|  |                    | Japonsko           | Jižní Afrika       | 1               | 0            |                    |                    |                    |   |  |                     |                     |                     |   |  |                    |                    |                    |  |  |                |                |                |
|  |                    | Japonsko           |                    |                 | 0            |                    |                    |                    |   |  |                     |                     |                     |   |  |                    |                    |                    |  |  |                |                |                |
|  |                    | Jižní Afrika       | 3                  |                 |              |                    |                    |                    |   |  |                     |                     |                     |   |  |                    |                    |                    |  |  |                |                |                |
|  |                    | Jižní Afrika       | 3                  |                 | Jižní Afrika | 2                  |                    |                    |   |  |                     |                     |                     |   |  |                    |                    |                    |  |  |                |                |                |
|  |                    |                    |                    |                 | Jižní Afrika | 2                  |                    |                    |   |  |                     |                     |                     |   |  |                    |                    |                    |  |  |                |                |                |
|  |                    |                    |                    | Československo  | 1            |                    |                    |                    |   |  |                     |                     |                     |   |  |                    |                    |                    |  |  |                |                |                |
|  |                    | Mexiko             | 0                  | Československo  | 1            |                    |                    |                    |   |  |                     |                     |                     |   |  |                    |                    |                    |  |  |                |                |                |
|  |                    | Mexiko             | 0                  |                 |              |                    |                    |                    |   |  |                     |                     |                     |   |  |                    |                    |                    |  |  |                |                |                |
|  |                    | Československo     | 3                  |                 |              |                    |                    |                    |   |  |                     |                     |                     |   |  |                    |                    |                    |  |  |                |                |                |
|  |                    |                    |                    |                 |              |                    |                    |                    |   |  |                     |                     |                     |   |  |                    |                    |                    |  |  |                | Spojené státy  | 1              |
|  |                    |                    |                    |                 |              |                    |                    |                    |   |  |                     |                     |                     |   |  |                    |                    |                    |  |  |                | Spojené státy  | 1              |
|  |                    |                    |                    |                 |              |                    |                    |                    |   |  |                     |                     |                     |   |  |                    |                    |                    |  |  |                | Austrálie      | 2              |
|  |                    |                    |                    |                 |              |                    |                    |                    |   |  |                     |                     |                     |   |  |                    |                    |                    |  |  |                | Austrálie      | 2              |
|  |                    | Nizozemsko         | 2                  |                 |              |                    |                    |                    |   |  |                     |                     |                     |   |  |                    |                    |                    |  |  |                |                |                |
|  |                    | Rakousko           | 1                  |                 |              |                    |                    |                    |   |  |                     |                     |                     |   |  |                    |                    |                    |  |  |                |                |                |
|  |                    | Rakousko           | 1                  |                 | Nizozemsko   | 1                  |                    |                    |   |  |                     |                     |                     |   |  |                    |                    |                    |  |  |                |                |                |
|  |                    |                    |                    |                 | Nizozemsko   | 1                  |                    |                    |   |  |                     |                     |                     |   |  |                    |                    |                    |  |  |                |                |                |
|  |                    |                    |                    | Francie         | 2            |                    |                    |                    |   |  |                     |                     |                     |   |  |                    |                    |                    |  |  |                |                |                |
|  |                    | Švýcarsko          | 0                  | Francie         | 2            |                    |                    |                    |   |  |                     |                     |                     |   |  |                    |                    |                    |  |  |                |                |                |
|  |                    | Švýcarsko          | 0                  |                 |              |                    |                    |                    |   |  |                     |                     |                     |   |  |                    |                    |                    |  |  |                |                |                |
|  |                    | Francie            | 3                  |                 |              |                    |                    |                    |   |  |                     |                     |                     |   |  |                    |                    |                    |  |  |                |                |                |
|  |                    |                    |                    |                 |              |                    |                    | Francie            | 2 |  |                     |                     |                     |   |  |                    |                    |                    |  |  |                |                |                |
|  |                    |                    |                    |                 |              |                    |                    |                    | 2 |  |                     |                     |                     |   |  |                    |                    |                    |  |  |                |                |                |
|  |                    |                    | Západní Německo    | 1               |              |                    |                    |                    |   |  |                     |                     |                     |   |  |                    |                    |                    |  |  |                |                |                |
|  |                    |                    | Západní Německo    | 1               |              |                    |                    |                    |   |  |                     |                     |                     |   |  |                    |                    |                    |  |  |                |                |                |
|  |                    |                    |                    |                 |              |                    |                    |                    |   |  |                     |                     |                     |   |  |                    |                    |                    |  |  |                |                |                |
|  |                    |                    |                    |                 |              |                    |                    |                    |   |  |                     |                     |                     |   |  |                    |                    |                    |  |  |                |                |                |
|  |                    |                    | Itálie             | 0               |              |                    |                    |                    |   |  |                     |                     |                     |   |  |                    |                    |                    |  |  |                |                |                |
|  |                    |                    |                    | 0               |              |                    |                    |                    |   |  |                     |                     |                     |   |  |                    |                    |                    |  |  |                |                |                |
|  |                    |                    |                    | Západní Německo | 3            |                    |                    |                    |   |  |                     |                     |                     |   |  |                    |                    |                    |  |  |                |                |                |
|  |                    |                    |                    | Západní Německo | 3            |                    |                    |                    |   |  |                     |                     |                     |   |  |                    |                    |                    |  |  |                |                |                |
|  |                    |                    |                    |                 |              |                    |                    |                    |   |  |                     |                     |                     |   |  |                    |                    |                    |  |  |                |                |                |
|  |                    |                    |                    |                 |              |                    |                    |                    |   |  |                     |                     |                     |   |  |                    |                    |                    |  |  |                |                |                |
|  |                    |                    |                    |                 |              |                    |                    |                    |   |  |                     |                     | Francie             | 0 |  |                    |                    |                    |  |  |                |                |                |
|  |                    |                    |                    |                 |              |                    |                    |                    |   |  |                     |                     |                     |   |  |                    |                    |                    |  |  |                |                |                |
|  |                    |                    | Austrálie          | 3               |              |                    |                    |                    |   |  |                     |                     |                     |   |  |                    |                    |                    |  |  |                |                |                |
|  |                    |                    | Austrálie          | 3               |              |                    |                    |                    |   |  |                     |                     |                     |   |  |                    |                    |                    |  |  |                |                |                |
|  |                    |                    |                    |                 |              |                    |                    |                    |   |  |                     |                     |                     |   |  |                    |                    |                    |  |  |                |                |                |
|  |                    |                    |                    |                 |              |                    |                    |                    |   |  |                     |                     |                     |   |  |                    |                    |                    |  |  |                |                |                |
|  |                    |                    | Švédsko            | 1               |              |                    |                    |                    |   |  |                     |                     |                     |   |  |                    |                    |                    |  |  |                |                |                |
|  |                    |                    |                    | 1               |              |                    |                    |                    |   |  |                     |                     |                     |   |  |                    |                    |                    |  |  |                |                |                |
|  |                    |                    |                    | Kanada          | 2            |                    |                    |                    |   |  |                     |                     |                     |   |  |                    |                    |                    |  |  |                |                |                |
|  |                    |                    |                    | Kanada          | 2            |                    |                    |                    |   |  |                     |                     |                     |   |  |                    |                    |                    |  |  |                |                |                |
|  |                    |                    |                    |                 |              |                    |                    |                    |   |  |                     |                     |                     |   |  |                    |                    |                    |  |  |                |                |                |
|  |                    |                    |                    |                 |              |                    |                    |                    |   |  |                     |                     |                     |   |  |                    |                    |                    |  |  |                |                |                |
|  |                    |                    |                    |                 |              |                    |                    | Kanada             | 0 |  |                     |                     |                     |   |  |                    |                    |                    |  |  |                |                |                |
|  |                    |                    |                    |                 |              |                    |                    |                    | 0 |  |                     |                     |                     |   |  |                    |                    |                    |  |  |                |                |                |
|  |                    |                    | Austrálie          | 3               |              |                    |                    |                    |   |  |                     |                     |                     |   |  |                    |                    |                    |  |  |                |                |                |
|  |                    |                    | Austrálie          | 3               |              |                    |                    |                    |   |  |                     |                     |                     |   |  |                    |                    |                    |  |  |                |                |                |
|  |                    |                    |                    |                 |              |                    |                    |                    |   |  |                     |                     |                     |   |  |                    |                    |                    |  |  |                |                |                |
|  |                    |                    |                    |                 |              |                    |                    |                    |   |  |                     |                     |                     |   |  |                    |                    |                    |  |  |                |                |                |
|  |                    |                    | Dánsko             | 0               |              |                    |                    |                    |   |  |                     |                     |                     |   |  |                    |                    |                    |  |  |                |                |                |
|  |                    |                    |                    | 0               |              |                    |                    |                    |   |  |                     |                     |                     |   |  |                    |                    |                    |  |  |                |                |                |
|  |                    |                    |                    | Austrálie       | 3            |                    |                    |                    |   |  |                     |                     |                     |   |  |                    |                    |                    |  |  |                |                |                |
|  |                    |                    |                    | Austrálie       | 3            |                    |                    |                    |   |  |                     |                     |                     |   |  |                    |                    |                    |  |  |                |                |                |
|  |                    |                    |                    |                 |              |                    |                    |                    |   |  |                     |                     |                     |   |  |                    |                    |                    |  |  |                |                |                |

### První kolo

#### Japonsko vs. Jihoafrická republika
| | Japonsko | 0 :                                                                  | 3   | Jihoafrická republika |    |  |
| --- | -------- | -------------------------------------------------------------------- | --- | --------------------- | -- |  |
| Germantown Cricket Club, Filadelfie, Spojené státy 1. září 1964 tráva (venku) |          |                                                                      |     |                       |    |  |
| \| \| \| \| 1. \| 2. \| 3. \| \| \| -- \| \| -------------------------------------------------------------------- \| --- \| --- \| -- \| \| \| 1. \| \| Reiko Migajiová Annette Du Plooyová \| 2 6 \| 3 6 \| \| \| \| 2. \| \| Kazuko Kuromacuová Glenda Swanová \| 0 6 \| 5 7 \| \| \| \| 3. \| \| Reiko Migajiová / Johko Obatová Glenda Swanová / Annette Du Plooyová \| 4 6 \| 0 6 \| \| \| \| \| \| \| \| \| \| \| \| \| \| \| \| \| \| \| \| \| \| \| \| \| \| \| \| \| \| \| \| \| \| \| \| \| \| \| \| \| \| \| |          |                                                                      |     |                       |    |  |
| |          |                                                                      | 1.  | 2.                    | 3. |  |
| 1. |          | Reiko Migajiová Annette Du Plooyová                                  | 2 6 | 3 6                   |    |  |
| 2. |          | Kazuko Kuromacuová Glenda Swanová                                    | 0 6 | 5 7                   |    |  |
| 3. |          | Reiko Migajiová / Johko Obatová Glenda Swanová / Annette Du Plooyová | 4 6 | 0 6                   |    |  |
| |          |                                                                      |     |                       |    |  |
| |          |                                                                      |     |                       |    |  |
| |          |                                                                      |     |                       |    |  |
| |          |                                                                      |     |                       |    |  |
| |          |                                                                      |     |                       |    |  |

#### Mexiko vs. Československo
| | Mexiko | 0 :                                                                   | 3   | Československo |     |  |
| --- | ------ | --------------------------------------------------------------------- | --- | -------------- | --- |  |
| Germantown Cricket Club, Filadelfie, Spojené státy 1. září 1964 tráva (venku) |        |                                                                       |     |                |     |  |
| \| \| \| \| 1. \| 2. \| 3. \| \| \| -- \| \| --------------------------------------------------------------------- \| --- \| --- \| --- \| \| \| 1. \| \| Antonia Pradová Jitka Volavková \| 4 6 \| 1 6 \| \| \| \| 2. \| \| Patricia Reyesová Vlasta Kodešová \| 3 6 \| 6 4 \| 2 6 \| \| \| 3. \| \| Antonia Pradová / Patricia Reyesová Jitka Volavková / Vlasta Kodešová \| 4 6 \| 1 6 \| \| \| \| \| \| \| \| \| \| \| \| \| \| \| \| \| \| \| \| \| \| \| \| \| \| \| \| \| \| \| \| \| \| \| \| \| \| \| \| \| \| \| |        |                                                                       |     |                |     |  |
| |        |                                                                       | 1.  | 2.             | 3.  |  |
| 1. |        | Antonia Pradová Jitka Volavková                                       | 4 6 | 1 6            |     |  |
| 2. |        | Patricia Reyesová Vlasta Kodešová                                     | 3 6 | 6 4            | 2 6 |  |
| 3. |        | Antonia Pradová / Patricia Reyesová Jitka Volavková / Vlasta Kodešová | 4 6 | 1 6            |     |  |
| |        |                                                                       |     |                |     |  |
| |        |                                                                       |     |                |     |  |
| |        |                                                                       |     |                |     |  |
| |        |                                                                       |     |                |     |  |
| |        |                                                                       |     |                |     |  |

#### Nizozemsko vs. Rakousko
| | Nizozemsko | 2 :                                                                         | 1   | Rakousko |     |  |
| --- | ---------- | --------------------------------------------------------------------------- | --- | -------- | --- |  |
| Germantown Cricket Club, Filadelfie, Spojené státy 1. září 1964 tráva (venku) |            |                                                                             |     |          |     |  |
| \| \| \| \| 1. \| 2. \| 3. \| \| \| -- \| \| --------------------------------------------------------------------------- \| --- \| --- \| --- \| \| \| 1. \| \| Gertruida Walhofová Andrea Winklerová \| 6 3 \| 1 6 \| 6 1 \| \| \| 2. \| \| Betty Stoveová Monika Hassmannová \| 6 1 \| 2 6 \| 2 6 \| \| \| 3. \| \| Gertruida Walhofová / Betty Stoveová Monika Hassmannová / Andrea Winklerová \| 6 2 \| 6 0 \| \| \| \| \| \| \| \| \| \| \| \| \| \| \| \| \| \| \| \| \| \| \| \| \| \| \| \| \| \| \| \| \| \| \| \| \| \| \| \| \| \| \| |            |                                                                             |     |          |     |  |
| |            |                                                                             | 1.  | 2.       | 3.  |  |
| 1. |            | Gertruida Walhofová Andrea Winklerová                                       | 6 3 | 1 6      | 6 1 |  |
| 2. |            | Betty Stoveová Monika Hassmannová                                           | 6 1 | 2 6      | 2 6 |  |
| 3. |            | Gertruida Walhofová / Betty Stoveová Monika Hassmannová / Andrea Winklerová | 6 2 | 6 0      |     |  |
| |            |                                                                             |     |          |     |  |
| |            |                                                                             |     |          |     |  |
| |            |                                                                             |     |          |     |  |
| |            |                                                                             |     |          |     |  |
| |            |                                                                             |     |          |     |  |

#### Švýcarsko vs. Francie
| | Švýcarsko | 0 :                                                                          | 3   | Francie |    |  |
| --- | --------- | ---------------------------------------------------------------------------- | --- | ------- | -- |  |
| Germantown Cricket Club, Filadelfie, Spojené státy 1. září 1964 tráva (venku) |           |                                                                              |     |         |    |  |
| \| \| \| \| 1. \| 2. \| 3. \| \| \| -- \| \| ---------------------------------------------------------------------------- \| --- \| --- \| -- \| \| \| 1. \| \| Alice Wavreová Françoise Durrová \| 3 6 \| 2 6 \| \| \| \| 2. \| \| Anne-Marie Studerová Jacqueline Reesová-Lewisová \| 2 6 \| 3 6 \| \| \| \| 3. \| \| Anne-Marie Studerová / Alice Wavreová Françoise Durrová / Janine Lieffrigová \| 6 8 \| 2 6 \| \| \| \| \| \| \| \| \| \| \| \| \| \| \| \| \| \| \| \| \| \| \| \| \| \| \| \| \| \| \| \| \| \| \| \| \| \| \| \| \| \| \| |           |                                                                              |     |         |    |  |
| |           |                                                                              | 1.  | 2.      | 3. |  |
| 1. |           | Alice Wavreová Françoise Durrová                                             | 3 6 | 2 6     |    |  |
| 2. |           | Anne-Marie Studerová Jacqueline Reesová-Lewisová                             | 2 6 | 3 6     |    |  |
| 3. |           | Anne-Marie Studerová / Alice Wavreová Françoise Durrová / Janine Lieffrigová | 6 8 | 2 6     |    |  |
| |           |                                                                              |     |         |    |  |
| |           |                                                                              |     |         |    |  |
| |           |                                                                              |     |         |    |  |
| |           |                                                                              |     |         |    |  |
| |           |                                                                              |     |         |    |  |

### Druhé kolo

#### Spojené státy americké vs. Irsko
| | Spojené státy americké | 3 :                                                                                    | 0   | Irsko |    |  |
| --- | ---------------------- | -------------------------------------------------------------------------------------- | --- | ----- | -- |  |
| Germantown Cricket Club, Filadelfie, Spojené státy 2. září 1964 tráva (venku) |                        |                                                                                        |     |       |    |  |
| \| \| \| \| 1. \| 2. \| 3. \| \| \| -- \| \| -------------------------------------------------------------------------------------- \| --- \| --- \| -- \| \| \| 1. \| \| Billie Jean Moffittová Geraldine Barnivilleová \| 6 2 \| 6 2 \| \| \| \| 2. \| \| Nancy Richeyová Eleanor McFaddenová \| 6 3 \| 6 2 \| \| \| \| 3. \| \| Billie Jean Moffittová / Karen Susmanová Geraldine Barnivilleová / Eleanor McFaddenová \| 6 1 \| 6 2 \| \| \| \| \| \| \| \| \| \| \| \| \| \| \| \| \| \| \| \| \| \| \| \| \| \| \| \| \| \| \| \| \| \| \| \| \| \| \| \| \| \| \| |                        |                                                                                        |     |       |    |  |
| |                        |                                                                                        | 1.  | 2.    | 3. |  |
| 1. |                        | Billie Jean Moffittová Geraldine Barnivilleová                                         | 6 2 | 6 2   |    |  |
| 2. |                        | Nancy Richeyová Eleanor McFaddenová                                                    | 6 3 | 6 2   |    |  |
| 3. |                        | Billie Jean Moffittová / Karen Susmanová Geraldine Barnivilleová / Eleanor McFaddenová | 6 1 | 6 2   |    |  |
| |                        |                                                                                        |     |       |    |  |
| |                        |                                                                                        |     |       |    |  |
| |                        |                                                                                        |     |       |    |  |
| |                        |                                                                                        |     |       |    |  |
| |                        |                                                                                        |     |       |    |  |

#### Argentina vs. Belgie
| | Argentina | 3 :                                                                             | 0   | Belgie |     |  |
| --- | --------- | ------------------------------------------------------------------------------- | --- | ------ | --- |  |
| Germantown Cricket Club, Filadelfie, Spojené státy 2. září 1964 tráva (venku) |           |                                                                                 |     |        |     |  |
| \| \| \| \| 1. \| 2. \| 3. \| \| \| -- \| \| ------------------------------------------------------------------------------- \| --- \| --- \| --- \| \| \| 1. \| \| Norma Baylonová Christiane Mercelisová \| 8 6 \| 6 2 \| \| \| \| 2. \| \| Ana-Maria Bociová Monique Bedoretová \| 6 1 \| 6 3 \| \| \| \| 3. \| \| Norma Baylonová / Ana-Maria Bociová Monique Bedoretová / Christiane Mercelisová \| 1 6 \| 6 3 \| 6 3 \| \| \| \| \| \| \| \| \| \| \| \| \| \| \| \| \| \| \| \| \| \| \| \| \| \| \| \| \| \| \| \| \| \| \| \| \| \| \| \| \| \| |           |                                                                                 |     |        |     |  |
| |           |                                                                                 | 1.  | 2.     | 3.  |  |
| 1. |           | Norma Baylonová Christiane Mercelisová                                          | 8 6 | 6 2    |     |  |
| 2. |           | Ana-Maria Bociová Monique Bedoretová                                            | 6 1 | 6 3    |     |  |
| 3. |           | Norma Baylonová / Ana-Maria Bociová Monique Bedoretová / Christiane Mercelisová | 1 6 | 6 3    | 6 3 |  |
| |           |                                                                                 |     |        |     |  |
| |           |                                                                                 |     |        |     |  |
| |           |                                                                                 |     |        |     |  |
| |           |                                                                                 |     |        |     |  |
| |           |                                                                                 |     |        |     |  |

#### Velká Británie vs. Norska
| | Velká Británie | 3 :                                                                          | 0   | Norska |    |  |
| --- | -------------- | ---------------------------------------------------------------------------- | --- | ------ | -- |  |
| Germantown Cricket Club, Filadelfie, Spojené státy 2. září 1964 tráva (venku) |                |                                                                              |     |        |    |  |
| \| \| \| \| 1. \| 2. \| 3. \| \| \| -- \| \| ---------------------------------------------------------------------------- \| --- \| ---- \| -- \| \| \| 1. \| \| Ann Haydonová-Jonesová Liv Hubertová \| 6 1 \| 6 1 \| \| \| \| 2. \| \| Deidre Kellerová Kirsten Robsahmová \| 6 0 \| 10 8 \| \| \| \| 3. \| \| Deidre Kellerová / Ann Haydonová-Jonesová Liv Hubertová / Kirsten Robsahmová \| 6 2 \| 6 2 \| \| \| \| \| \| \| \| \| \| \| \| \| \| \| \| \| \| \| \| \| \| \| \| \| \| \| \| \| \| \| \| \| \| \| \| \| \| \| \| \| \| \| |                |                                                                              |     |        |    |  |
| |                |                                                                              | 1.  | 2.     | 3. |  |
| 1. |                | Ann Haydonová-Jonesová Liv Hubertová                                         | 6 1 | 6 1    |    |  |
| 2. |                | Deidre Kellerová Kirsten Robsahmová                                          | 6 0 | 10 8   |    |  |
| 3. |                | Deidre Kellerová / Ann Haydonová-Jonesová Liv Hubertová / Kirsten Robsahmová | 6 2 | 6 2    |    |  |
| |                |                                                                              |     |        |    |  |
| |                |                                                                              |     |        |    |  |
| |                |                                                                              |     |        |    |  |
| |                |                                                                              |     |        |    |  |
| |                |                                                                              |     |        |    |  |

#### Jihoafrická republika vs. Československo
| | Jihoafrická republika | 2 :                                                                    | 1   | Československo |    |  |
| --- | --------------------- | ---------------------------------------------------------------------- | --- | -------------- | -- |  |
| Germantown Cricket Club, Filadelfie, Spojené státy 2. září 1964 tráva (venku) |                       |                                                                        |     |                |    |  |
| \| \| \| \| 1. \| 2. \| 3. \| \| \| -- \| \| ---------------------------------------------------------------------- \| --- \| --- \| -- \| \| \| 1. \| \| Annette Du Plooyová Jitka Volavková \| 6 2 \| 6 4 \| \| \| \| 2. \| \| Glenda Swanová Vlasta Kodešová \| 4 6 \| 7 9 \| \| \| \| 3. \| \| Glenda Swanová / Annette Du Plooyová Jitka Volavková / Vlasta Kodešová \| 6 0 \| 6 2 \| \| \| \| \| \| \| \| \| \| \| \| \| \| \| \| \| \| \| \| \| \| \| \| \| \| \| \| \| \| \| \| \| \| \| \| \| \| \| \| \| \| \| |                       |                                                                        |     |                |    |  |
| |                       |                                                                        | 1.  | 2.             | 3. |  |
| 1. |                       | Annette Du Plooyová Jitka Volavková                                    | 6 2 | 6 4            |    |  |
| 2. |                       | Glenda Swanová Vlasta Kodešová                                         | 4 6 | 7 9            |    |  |
| 3. |                       | Glenda Swanová / Annette Du Plooyová Jitka Volavková / Vlasta Kodešová | 6 0 | 6 2            |    |  |
| |                       |                                                                        |     |                |    |  |
| |                       |                                                                        |     |                |    |  |
| |                       |                                                                        |     |                |    |  |
| |                       |                                                                        |     |                |    |  |
| |                       |                                                                        |     |                |    |  |

#### Nizozemsko vs. Francie
| | Nizozemsko | 2 :                                                                         | 1     | Francie |     |  |
| --- | ---------- | --------------------------------------------------------------------------- | ----- | ------- | --- |  |
| Germantown Cricket Club, Filadelfie, Spojené státy 2. září 1964 tráva (venku) |            |                                                                             |       |         |     |  |
| \| \| \| \| 1. \| 2. \| 3. \| \| \| -- \| \| --------------------------------------------------------------------------- \| ----- \| --- \| --- \| \| \| 1. \| \| Gertruida Walhofová Françoise Durrová \| 6 4 \| 3 6 \| 3 6 \| \| \| 2. \| \| Betty Stoveová Jacqueline Reesová-Lewisová \| 6 4 \| 3 6 \| 6 4 \| \| \| 3. \| \| Gertruida Walhofová / Betty Stoveová Françoise Durrová / Janine Lieffrigová \| 12 10 \| 6 3 \| \| \| \| \| \| \| \| \| \| \| \| \| \| \| \| \| \| \| \| \| \| \| \| \| \| \| \| \| \| \| \| \| \| \| \| \| \| \| \| \| \| \| |            |                                                                             |       |         |     |  |
| |            |                                                                             | 1.    | 2.      | 3.  |  |
| 1. |            | Gertruida Walhofová Françoise Durrová                                       | 6 4   | 3 6     | 3 6 |  |
| 2. |            | Betty Stoveová Jacqueline Reesová-Lewisová                                  | 6 4   | 3 6     | 6 4 |  |
| 3. |            | Gertruida Walhofová / Betty Stoveová Françoise Durrová / Janine Lieffrigová | 12 10 | 6 3     |     |  |
| |            |                                                                             |       |         |     |  |
| |            |                                                                             |       |         |     |  |
| |            |                                                                             |       |         |     |  |
| |            |                                                                             |       |         |     |  |
| |            |                                                                             |       |         |     |  |

#### Itálie vs. Západní Německo
| | Itálie | 0 :                                                                                   | 3   | Západní Německo |    |  |
| --- | ------ | ------------------------------------------------------------------------------------- | --- | --------------- | -- |  |
| Germantown Cricket Club, Filadelfie, Spojené státy 2. září 1964 tráva (venku) |        |                                                                                       |     |                 |    |  |
| \| \| \| \| 1. \| 2. \| 3. \| \| \| -- \| \| ------------------------------------------------------------------------------------- \| --- \| --- \| -- \| \| \| 1. \| \| Maria-Teresa Riedlová Helga Höslová \| 4 6 \| 5 7 \| \| \| \| 2. \| \| Francesca Gordigianiová Heide Schildknechtová \| 4 6 \| 4 6 \| \| \| \| 3. \| \| Francesca Gordigianiová / Maria-Teresa Riedlová Heide Schildknechtová / Helga Höslová \| 4 6 \| 2 6 \| \| \| \| \| \| \| \| \| \| \| \| \| \| \| \| \| \| \| \| \| \| \| \| \| \| \| \| \| \| \| \| \| \| \| \| \| \| \| \| \| \| \| |        |                                                                                       |     |                 |    |  |
| |        |                                                                                       | 1.  | 2.              | 3. |  |
| 1. |        | Maria-Teresa Riedlová Helga Höslová                                                   | 4 6 | 5 7             |    |  |
| 2. |        | Francesca Gordigianiová Heide Schildknechtová                                         | 4 6 | 4 6             |    |  |
| 3. |        | Francesca Gordigianiová / Maria-Teresa Riedlová Heide Schildknechtová / Helga Höslová | 4 6 | 2 6             |    |  |
| |        |                                                                                       |     |                 |    |  |
| |        |                                                                                       |     |                 |    |  |
| |        |                                                                                       |     |                 |    |  |
| |        |                                                                                       |     |                 |    |  |
| |        |                                                                                       |     |                 |    |  |

#### Švédsko vs. Kanada
| | Švédsko | 0 :                                                                         | 3   | Kanada |    |  |
| --- | ------- | --------------------------------------------------------------------------- | --- | ------ | -- |  |
| Germantown Cricket Club, Filadelfie, Spojené státy 2. září 1964 tráva (venku) |         |                                                                             |     |        |    |  |
| \| \| \| \| 1. \| 2. \| 3. \| \| \| -- \| \| --------------------------------------------------------------------------- \| --- \| --- \| -- \| \| \| 1. \| \| Katarina Bartholdsonová Benita Sennová \| 6 1 \| 6 3 \| \| \| \| 2. \| \| Ulla Sandulfová Vicky Bernerová \| 3 6 \| 4 6 \| \| \| \| 3. \| \| Katarina Bartholdsonová / Ulla Sandulfová Vicky Bernerová / Louise Brownová \| 3 6 \| 3 6 \| \| \| \| \| \| \| \| \| \| \| \| \| \| \| \| \| \| \| \| \| \| \| \| \| \| \| \| \| \| \| \| \| \| \| \| \| \| \| \| \| \| \| |         |                                                                             |     |        |    |  |
| |         |                                                                             | 1.  | 2.     | 3. |  |
| 1. |         | Katarina Bartholdsonová Benita Sennová                                      | 6 1 | 6 3    |    |  |
| 2. |         | Ulla Sandulfová Vicky Bernerová                                             | 3 6 | 4 6    |    |  |
| 3. |         | Katarina Bartholdsonová / Ulla Sandulfová Vicky Bernerová / Louise Brownová | 3 6 | 3 6    |    |  |
| |         |                                                                             |     |        |    |  |
| |         |                                                                             |     |        |    |  |
| |         |                                                                             |     |        |    |  |
| |         |                                                                             |     |        |    |  |
| |         |                                                                             |     |        |    |  |

#### Dánsko vs. Austrálie
| | Dánsko | 0 :                                                                      | 3   | Austrálie |    |  |
| --- | ------ | ------------------------------------------------------------------------ | --- | --------- | -- |  |
| Germantown Cricket Club, Filadelfie, Spojené státy 2. září 1964 tráva (venku) |        |                                                                          |     |           |    |  |
| \| \| \| \| 1. \| 2. \| 3. \| \| \| -- \| \| ------------------------------------------------------------------------ \| --- \| --- \| -- \| \| \| 1. \| \| Pia Ballingová Margaret Smithová \| 2 6 \| 1 6 \| \| \| \| 2. \| \| Ulla Pontoppidanová Lesley Turnerová \| 1 6 \| 1 6 \| \| \| \| 3. \| \| Pia Ballingová / Ulla Pontoppidanová Robyn Ebbernová / Margaret Smithová \| 0 6 \| 1 6 \| \| \| \| \| \| \| \| \| \| \| \| \| \| \| \| \| \| \| \| \| \| \| \| \| \| \| \| \| \| \| \| \| \| \| \| \| \| \| \| \| \| \| |        |                                                                          |     |           |    |  |
| |        |                                                                          | 1.  | 2.        | 3. |  |
| 1. |        | Pia Ballingová Margaret Smithová                                         | 2 6 | 1 6       |    |  |
| 2. |        | Ulla Pontoppidanová Lesley Turnerová                                     | 1 6 | 1 6       |    |  |
| 3. |        | Pia Ballingová / Ulla Pontoppidanová Robyn Ebbernová / Margaret Smithová | 0 6 | 1 6       |    |  |
| |        |                                                                          |     |           |    |  |
| |        |                                                                          |     |           |    |  |
| |        |                                                                          |     |           |    |  |
| |        |                                                                          |     |           |    |  |
| |        |                                                                          |     |           |    |  |

### Čtvrtfinále

#### Spojené státy americké vs. Argentina
| | Spojené státy americké | 3 :                                                                          | 0     | Argentina |    |  |
| --- | ---------------------- | ---------------------------------------------------------------------------- | ----- | --------- | -- |  |
| Germantown Cricket Club, Filadelfie, Spojené státy 3. září 1964 tráva (venku) |                        |                                                                              |       |           |    |  |
| \| \| \| \| 1. \| 2. \| 3. \| \| \| -- \| \| ---------------------------------------------------------------------------- \| ----- \| --- \| -- \| \| \| 1. \| \| Billie Jean Moffittová Norma Baylonová \| 12 10 \| 9 7 \| \| \| \| 2. \| \| Nancy Richeyová Ana-Maria Bociová \| 6 3 \| 6 2 \| \| \| \| 3. \| \| Billie Jean Moffittová / Karen Susmanová Norma Baylonová / Ana-Maria Bociová \| 6 4 \| 6 1 \| \| \| \| \| \| \| \| \| \| \| \| \| \| \| \| \| \| \| \| \| \| \| \| \| \| \| \| \| \| \| \| \| \| \| \| \| \| \| \| \| \| \| |                        |                                                                              |       |           |    |  |
| |                        |                                                                              | 1.    | 2.        | 3. |  |
| 1. |                        | Billie Jean Moffittová Norma Baylonová                                       | 12 10 | 9 7       |    |  |
| 2. |                        | Nancy Richeyová Ana-Maria Bociová                                            | 6 3   | 6 2       |    |  |
| 3. |                        | Billie Jean Moffittová / Karen Susmanová Norma Baylonová / Ana-Maria Bociová | 6 4   | 6 1       |    |  |
| |                        |                                                                              |       |           |    |  |
| |                        |                                                                              |       |           |    |  |
| |                        |                                                                              |       |           |    |  |
| |                        |                                                                              |       |           |    |  |
| |                        |                                                                              |       |           |    |  |

#### Velká Británie vs. Jihoafrická republika
| | Velká Británie | 2 :                                                                            | 1   | Jihoafrická republika |     |  |
| --- | -------------- | ------------------------------------------------------------------------------ | --- | --------------------- | --- |  |
| Germantown Cricket Club, Filadelfie, Spojené státy 3. září 1964 tráva (venku) |                |                                                                                |     |                       |     |  |
| \| \| \| \| 1. \| 2. \| 3. \| \| \| -- \| \| ------------------------------------------------------------------------------ \| --- \| --- \| --- \| \| \| 1. \| \| Ann Haydonová-Jonesová Annette Du Plooyová \| 6 4 \| 5 7 \| 5 6 \| \| \| 2. \| \| Deidre Kellerová Glenda Swanová \| 6 3 \| 6 1 \| \| \| \| 3. \| \| Deidre Kellerová / Ann Haydonová-Jonesová Glenda Swanová / Annette Du Plooyová \| 7 5 \| 8 6 \| \| \| \| \| \| \| \| \| \| \| \| \| \| \| \| \| \| \| \| \| \| \| \| \| \| \| \| \| \| \| \| \| \| \| \| \| \| \| \| \| \| \| |                |                                                                                |     |                       |     |  |
| |                |                                                                                | 1.  | 2.                    | 3.  |  |
| 1. |                | Ann Haydonová-Jonesová Annette Du Plooyová                                     | 6 4 | 5 7                   | 5 6 |  |
| 2. |                | Deidre Kellerová Glenda Swanová                                                | 6 3 | 6 1                   |     |  |
| 3. |                | Deidre Kellerová / Ann Haydonová-Jonesová Glenda Swanová / Annette Du Plooyová | 7 5 | 8 6                   |     |  |
| |                |                                                                                |     |                       |     |  |
| |                |                                                                                |     |                       |     |  |
| |                |                                                                                |     |                       |     |  |
| |                |                                                                                |     |                       |     |  |
| |                |                                                                                |     |                       |     |  |

#### Francie vs. Západní Německo
| | Francie | 2 :                                                                  | 1   | Západní Německo |    |  |
| --- | ------- | -------------------------------------------------------------------- | --- | --------------- | -- |  |
| Germantown Cricket Club, Filadelfie, Spojené státy 3. září 1964 tráva (venku) |         |                                                                      |     |                 |    |  |
| \| \| \| \| 1. \| 2. \| 3. \| \| \| -- \| \| -------------------------------------------------------------------- \| --- \| --- \| -- \| \| \| 1. \| \| Françoise Durrová Helga Höslová \| 6 4 \| 6 2 \| \| \| \| 2. \| \| Jacqueline Reesová-Lewisová Heide Orthová \| 2 6 \| 5 7 \| \| \| \| 3. \| \| Françoise Durrová / Janine Lieffrigová Heide Orthová / Helga Höslová \| 7 5 \| 6 3 \| \| \| \| \| \| \| \| \| \| \| \| \| \| \| \| \| \| \| \| \| \| \| \| \| \| \| \| \| \| \| \| \| \| \| \| \| \| \| \| \| \| \| |         |                                                                      |     |                 |    |  |
| |         |                                                                      | 1.  | 2.              | 3. |  |
| 1. |         | Françoise Durrová Helga Höslová                                      | 6 4 | 6 2             |    |  |
| 2. |         | Jacqueline Reesová-Lewisová Heide Orthová                            | 2 6 | 5 7             |    |  |
| 3. |         | Françoise Durrová / Janine Lieffrigová Heide Orthová / Helga Höslová | 7 5 | 6 3             |    |  |
| |         |                                                                      |     |                 |    |  |
| |         |                                                                      |     |                 |    |  |
| |         |                                                                      |     |                 |    |  |
| |         |                                                                      |     |                 |    |  |
| |         |                                                                      |     |                 |    |  |

#### Kanada vs. Austrálie
| | Kanada | 0 :                                                                    | 3   | Austrálie |    |  |
| --- | ------ | ---------------------------------------------------------------------- | --- | --------- | -- |  |
| Germantown Cricket Club, Filadelfie, Spojené státy 3. září 1964 tráva (venku) |        |                                                                        |     |           |    |  |
| \| \| \| \| 1. \| 2. \| 3. \| \| \| -- \| \| ---------------------------------------------------------------------- \| --- \| --- \| -- \| \| \| 1. \| \| Benita Sennová Margaret Smithová \| 1 6 \| 0 6 \| \| \| \| 2. \| \| Vicky Bernerová Lesley Turnerová \| 3 6 \| 1 6 \| \| \| \| 3. \| \| Vicky Bernerová / Louise Brownová Margaret Smithová / Lesley Turnerová \| 1 6 \| 2 6 \| \| \| \| \| \| \| \| \| \| \| \| \| \| \| \| \| \| \| \| \| \| \| \| \| \| \| \| \| \| \| \| \| \| \| \| \| \| \| \| \| \| \| |        |                                                                        |     |           |    |  |
| |        |                                                                        | 1.  | 2.        | 3. |  |
| 1. |        | Benita Sennová Margaret Smithová                                       | 1 6 | 0 6       |    |  |
| 2. |        | Vicky Bernerová Lesley Turnerová                                       | 3 6 | 1 6       |    |  |
| 3. |        | Vicky Bernerová / Louise Brownová Margaret Smithová / Lesley Turnerová | 1 6 | 2 6       |    |  |
| |        |                                                                        |     |           |    |  |
| |        |                                                                        |     |           |    |  |
| |        |                                                                        |     |           |    |  |
| |        |                                                                        |     |           |    |  |
| |        |                                                                        |     |           |    |  |

### Semifinále

#### Spojené státy americké vs. Velká Británie
| | Spojené státy americké | 3 :                                                                                | 0   | Velká Británie |    |  |
| --- | ---------------------- | ---------------------------------------------------------------------------------- | --- | -------------- | -- |  |
| Germantown Cricket Club, Filadelfie, Spojené státy 4. září 1964 tráva (venku) |                        |                                                                                    |     |                |    |  |
| \| \| \| \| 1. \| 2. \| 3. \| \| \| -- \| \| ---------------------------------------------------------------------------------- \| --- \| --- \| -- \| \| \| 1. \| \| Billie Jean Moffittová Ann Haydonová-Jonesová \| 6 4 \| 6 3 \| \| \| \| 2. \| \| Nancy Richeyová Deidre Kellerová \| 6 4 \| 6 3 \| \| \| \| 3. \| \| Billie Jean Moffittová / Karen Susmanová Deidre Kellerová / Ann Haydonová-Jonesová \| 6 1 \| 6 3 \| \| \| \| \| \| \| \| \| \| \| \| \| \| \| \| \| \| \| \| \| \| \| \| \| \| \| \| \| \| \| \| \| \| \| \| \| \| \| \| \| \| \| |                        |                                                                                    |     |                |    |  |
| |                        |                                                                                    | 1.  | 2.             | 3. |  |
| 1. |                        | Billie Jean Moffittová Ann Haydonová-Jonesová                                      | 6 4 | 6 3            |    |  |
| 2. |                        | Nancy Richeyová Deidre Kellerová                                                   | 6 4 | 6 3            |    |  |
| 3. |                        | Billie Jean Moffittová / Karen Susmanová Deidre Kellerová / Ann Haydonová-Jonesová | 6 1 | 6 3            |    |  |
| |                        |                                                                                    |     |                |    |  |
| |                        |                                                                                    |     |                |    |  |
| |                        |                                                                                    |     |                |    |  |
| |                        |                                                                                    |     |                |    |  |
| |                        |                                                                                    |     |                |    |  |

#### Francie vs. Austrálie
| | Francie | 0 :                                                                         | 3   | Austrálie |    |  |
| --- | ------- | --------------------------------------------------------------------------- | --- | --------- | -- |  |
| Germantown Cricket Club, Filadelfie, Spojené státy 4. září 1964 tráva (venku) |         |                                                                             |     |           |    |  |
| \| \| \| \| 1. \| 2. \| 3. \| \| \| -- \| \| --------------------------------------------------------------------------- \| --- \| --- \| -- \| \| \| 1. \| \| Françoise Durrová Margaret Smithová \| 4 6 \| 1 6 \| \| \| \| 2. \| \| Janine Lieffrigová Lesley Turnerová \| 1 6 \| 2 6 \| \| \| \| 3. \| \| Françoise Durrová / Janine Lieffrigová Margaret Smithová / Lesley Turnerová \| 3 6 \| 7 9 \| \| \| \| \| \| \| \| \| \| \| \| \| \| \| \| \| \| \| \| \| \| \| \| \| \| \| \| \| \| \| \| \| \| \| \| \| \| \| \| \| \| \| |         |                                                                             |     |           |    |  |
| |         |                                                                             | 1.  | 2.        | 3. |  |
| 1. |         | Françoise Durrová Margaret Smithová                                         | 4 6 | 1 6       |    |  |
| 2. |         | Janine Lieffrigová Lesley Turnerová                                         | 1 6 | 2 6       |    |  |
| 3. |         | Françoise Durrová / Janine Lieffrigová Margaret Smithová / Lesley Turnerová | 3 6 | 7 9       |    |  |
| |         |                                                                             |     |           |    |  |
| |         |                                                                             |     |           |    |  |
| |         |                                                                             |     |           |    |  |
| |         |                                                                             |     |           |    |  |
| |         |                                                                             |     |           |    |  |

### Finále

#### Spojené státy americké vs. Austrálie
| | Spojené státy americké | 1 :                                                                           | 2   | Austrálie |     |  |
| --- | ---------------------- | ----------------------------------------------------------------------------- | --- | --------- | --- |  |
| Germantown Cricket Club, Filadelfie, Spojené státy 5. září 1964 tráva (venku) |                        |                                                                               |     |           |     |  |
| \| \| \| \| 1. \| 2. \| 3. \| \| \| -- \| \| ----------------------------------------------------------------------------- \| --- \| --- \| --- \| \| \| 1. \| \| Billie Jean Moffittová Margaret Smithová \| 2 6 \| 3 6 \| \| \| \| 2. \| \| Nancy Richeyová Lesley Turnerová \| 5 7 \| 1 6 \| \| \| \| 3. \| \| Billie Jean Moffittová / Karen Susmanová Margaret Smithová / Lesley Turnerová \| 4 6 \| 7 5 \| 6 1 \| \| \| \| \| \| \| \| \| \| \| \| \| \| \| \| \| \| \| \| \| \| \| \| \| \| \| \| \| \| \| \| \| \| \| \| \| \| \| \| \| \| |                        |                                                                               |     |           |     |  |
| |                        |                                                                               | 1.  | 2.        | 3.  |  |
| 1. |                        | Billie Jean Moffittová Margaret Smithová                                      | 2 6 | 3 6       |     |  |
| 2. |                        | Nancy Richeyová Lesley Turnerová                                              | 5 7 | 1 6       |     |  |
| 3. |                        | Billie Jean Moffittová / Karen Susmanová Margaret Smithová / Lesley Turnerová | 4 6 | 7 5       | 6 1 |  |
| |                        |                                                                               |     |           |     |  |
| |                        |                                                                               |     |           |     |  |
| |                        |                                                                               |     |           |     |  |
| |                        |                                                                               |     |           |     |  |
| |                        |                                                                               |     |           |     |  |

### Vítěz
| Vítěz Poháru federace 1964 |
| -------------------------- |
| Austrálie první titul      |